# Jouttijärvi (sjö i Pälkäne, Birkaland)
Jouttijärvi är en sjö i kommunen Pälkäne i landskapet Birkaland i Finland. Sjön ligger 95,1 meter över havet. Arean är 56 hektar och strandlinjen är 6,05 kilometer lång. Sjön  ingår i Kumo älvs huvudavrinningsområde.   Den ligger omkring 39 km sydöst om Tammerfors och omkring 120 km norr om Helsingfors. 